# 페르본트 어
페르본트 어는 2007년 독일에서 민간인이 핀란드어와 동양 언어를 참고하여 만든 인공어다. 다른 언어에 비해 쉽게 배울 수 있으며, 격변화가 적다. 굴절어라고 볼 수 있으며, 교착어의 성질도 가지고 있다.

## 언어학적 위치
아마추어 언어학자가 만든 언어라서 그런지 간혹, 부족한 동사변화 등을 발견할 수 있다.
만든 이는 '이 언어는 글로벌화(化) 되는 시대에 세계적 문맹률을 낮추고자 사람들이 쉽게 쓰고 말할 수 있는 언어를 다른 사람과 함께 만들었다. 부족한 점도 있지만 많은 사람들이 이 언어를 말할 수 있는 날까지 계속 이 언어의 완성성을 높히고 싶다'라고 말했다. 덧붙여, 이 언어는 어느 어족과 관계위치에 사있지 않고 여러 나라 국어의 단어를 참고해 사람들이 친밀감이 들도록 만들었다'라고 말했다. 만든 이의 말대로라면 페르본트 어는 어느 어족에도 관계가 없다.

## 발음하는 방법
페르본트 어는 기본적으로 로마자를 사용하고, 발음이 바뀌지 않아(ex:thought→thôt,emorr→emor) 발음하기가 쉽다. 장음도 존재하긴 하지만 정식언어가 아니라 발음이 부정확 할 때가 있다. 예를 들어 아름답다를 영어로는 beautiful을 '뷰티풀'이라고 발음하지만 페르본트로 아름답다를 fomirryrr라고 쓰고 포밀리르, 포미릴르, 포밀리르라고 제각각 발음된다. 이는 페르본트를 만든 사람들이 발음하는 방법을 제대로 재시하지 않아 생긴 일이다. 이 언어를 만든 대표는 fomirryrr를 fômmirir(폼밀리르)라고 발음하길 권장한다.
페르본트는 b,p를 발음하는 일이 적고 대신 v나 f를 사용하는 일이 많다. 명사를 변화시키는 현재형 ryrr를 rir이라 발음하고, 과거형 syrr는 zir 또는 sir라고 발음한다.

## 단어 변화

### 명사 변화
- jaffenon(야페논=일본)→jaffenoryrr(야페노리르=일본이다)
- vonases(보나세스=집)→vonaseryrr(보나세리르=집이다)
- emor(에모르=생각)→emorryrr(에몰리르=생각이다)→emoramt(에모람트=생각하다)
- nones(노네스=사라짐)→nonesamt(노네삼트=사라지다)

## 격
- 어머니=mniemmo(minyemmo,미녬모)
- mniemmot:어머니로 부터, 어머니께서, 어머니로
- mniemmost:어머니를, 어머니와 함께
- mniemmotos:어머니로써